# Velká cena Nizozemska silničních motocyklů 2007
Velká cena Nizozemska se uskutečnila od 28.-30. června, 2007 na okruhu TT Circuit Assen.

## Moto GP
Pouze tři dny odpočinku měli jezdci MotoGP.Ztráta Valentina Rossiho po Britské Grand prix vzrostla na 26 bodů a u týmu Fiat Yamaha začali bít na poplach.Ital si stěžoval na opotřebení pneumatik při horších klimatických podmínkách,ale o tom že rychlost byla svědčil fakt,že Rossiho týmový kolega Colin Edwards dojel jako druhý.
Nebyl však jediný kdo kritizoval.Daniel Pedrosa po závodě ve Velké Británii vyjádřil nespokojenost nad výkonem osmistovkové Hondy a pohrozil odchodem po sezóně.
Naopak Caseymu Stonerovi mohla současná situace přinést dostatek klidu a pohody.
Toni Elias v pátek v tréninku tvrdě havaroval a zlomil si nohu.Díky této havárii nemohl 3 měsíce závodit.V Assenu se nepředpokládalo jeho nahrazení.

## Kvalifikace
| *                                                | *                                                 | *                                                 |
| _______1_______ Chris Vermeulen Suzuki 1:48.555  |                                                   |                                                   |
|                                                  | _______2_______ Casey Stoner Yamaha 1:48.572      |                                                   |
|                                                  |                                                   | _______3_______ Randy de Puniet Kawasaki 1:49.579 |
| _______4_______ Marco Melandri Honda 1:49.679    |                                                   |                                                   |
|                                                  | _______5_______ John Hopkins Suzuki 1:49.684      |                                                   |
|                                                  |                                                   | _______6_______ Colin Edwards Yamaha 1:49.691     |
| _______7_______ Anthony West Kawasaki 1:49.807   |                                                   |                                                   |
|                                                  | _______8_______ Alex Hofmann Ducati 1:49.927      |                                                   |
|                                                  |                                                   | _______9_______ Daniel Pedrosa Honda 1:50.132     |
| _______10_______ Loris Capirossi Ducati 1:50.169 |                                                   |                                                   |
|                                                  | _______11_______ Valentino Rossi Yamaha 1:50.392  |                                                   |
|                                                  |                                                   | _______12_______ Alex Barros Ducati 1:50.402      |
| _______13_______ Nicky Hayden Honda 1:50.581     |                                                   |                                                   |
|                                                  | _______14_______ Kurtis Roberts KR212V 1:51.259   |                                                   |
|                                                  |                                                   | _______15_______ Shinya Nakano Honda 1:51.827     |
| _______16_______ Carlos Checa Honda 1:53.271     |                                                   |                                                   |
|                                                  | _______17_______ Sylvain Guintoli Yamaha 1:54.253 |                                                   |
|                                                  |                                                   | _______18_______ Makoto Tamada Yamaha 1:57.525    |
| ------------------------------------------------ | ------------------------------------------------- | ------------------------------------------------- |

## Závod
| Pos | #  | Jezdec           | Stroj    | Kola | Čas       | Rošt | Body |
| --- | -- | ---------------- | -------- | ---- | --------- | ---- | ---- |
| 1   | 46 | Valentino Rossi  | Yamaha   | 26   | 42:37.149 | 11   | 25   |
| 2   | 27 | Casey Stoner     | Ducati   | 26   | +1.909    | 2    | 20   |
| 3   | 1  | Nicky Hayden     | Honda    | 26   | +6.077    | 13   | 16   |
| 4   | 26 | Daniel Pedrosa   | Honda    | 26   | +10.465   | 9    | 13   |
| 5   | 21 | John Hopkins     | Suzuki   | 26   | +13.138   | 5    | 11   |
| 6   | 5  | Colin Edwards    | Yamaha   | 26   | +15.139   | 6    | 10   |
| 7   | 4  | Alex Barros      | Ducati   | 26   | +36.075   | 12   | 9    |
| 8   | 66 | Alex Hofmann     | Ducati   | 26   | +41.768   | 8    | 8    |
| 9   | 13 | Anthony West     | Kawasaki | 26   | +43.605   | 7    | 7    |
| 10  | 33 | Marco Melandri   | Honda    | 26   | +43.796   | 4    | 6    |
| 11  | 7  | Carlos Checa     | Honda    | 26   | +43.826   | 16   | 5    |
| 12  | 56 | Shinya Nakano    | Honda    | 26   | +47.896   | 15   | 4    |
| 13  | 6  | Makoto Tamada    | Yamaha   | 26   | +54.068   | 18   | 3    |
| 14  | 50 | Sylvain Guintoli | Yamaha   | 26   | +57.718   | 17   | 2    |
| 15  | 80 | Kurtis Roberts   | KR212V   | 26   | +1:28.637 | 14   | 1    |
| 16  | 71 | Chris Vermeulen  | Suzuki   | 26   | +1:34.808 | 1    |      |
| Ret | 65 | Loris Capirossi  | Ducati   | 17   | Porucha   | 10   |      |
| Ret | 14 | Randy de Puniet  | Kawasaki | 11   | Nehoda    | 3    |      |

## Průběžná klasifikace jezdců a týmů
| Pos | #  | Jezdec          | Stroj  | Body |
| --- | -- | --------------- | ------ | ---- |
| 1   | 27 | Casey Stoner    | Ducati | 185  |
| 2   | 46 | Valentino Rossi | Yamaha | 164  |
| 3   | 26 | Daniel Pedrosa  | Honda  | 119  |
| 4   | 21 | John Hopkins    | Suzuki | 94   |
| 5   | 71 | Chris Vermeulen | Suzuki | 88   |
| 6   | 33 | Marco Melandri  | Honda  | 87   |
| 7   | 5  | Colin Edwards   | Yamaha | 75   |
| 8   | 4  | Alex Barros     | Ducati | 69   |
| 9   | 65 | Loris Capirossi | Ducati | 57   |
| 10  | 1  | Nicky Hayden    | Honda  | 57   |

| Pos | Tým                  | Továrna  | Body |
| --- | -------------------- | -------- | ---- |
| 1   | Ducati Marlboro Team | Ducati   | 242  |
| 2   | Fiat Yamaha Team     | Yamaha   | 234  |
| 3   | Rizla Suzuki MotoGP  | Suzuki   | 182  |
| 4   | Repsol Honda Team    | Honda    | 176  |
| 5   | Honda Gresini        | Honda    | 136  |
| 6   | Pramac d'Antin       | Ducati   | 122  |
| 7   | Kawasaki Racing Team | Kawasaki | 61   |
| 8   | Dunlop Yamaha Tech 3 | Yamaha   | 38   |
| 9   | Honda LCR            | Honda    | 25   |
| 10  | Konica Minolta Honda | Honda    | 25   |
| 11  | Team Roberts         | KR212V   | 8    |

| Pos | Továrna  | Body |
| --- | -------- | ---- |
| 1   | Ducati   | 188  |
| 2   | Yamaha   | 171  |
| 3   | Honda    | 149  |
| 4   | Suzuki   | 122  |
| 5   | Kawasaki | 56   |
| 6   | KR212V   | 8    |

## Kvalifikace
| *                                                   | *                                               | *                                                | *                                                 |
| _______1_______ Jorge Lorenzo Aprilia 1:39.958      |                                                 |                                                  |                                                   |
|                                                     | _______2_______ Andrea Dovizioso Honda 1:40.681 |                                                  |                                                   |
|                                                     |                                                 | _______3_______ Alvaro Bautista Aprilia 1:41.128 |                                                   |
|                                                     |                                                 |                                                  | _______4_______ Hiroshi Aoyama KTM 1:41.226       |
| _______5_______ Hector Barbera Aprilia 1:41.367     |                                                 |                                                  |                                                   |
|                                                     | _______6_______ Thomas Lüthi Aprilia 1:41.408   |                                                  |                                                   |
|                                                     |                                                 | _______7_______ Alex de Angelis Aprilia 1:41.443 |                                                   |
|                                                     |                                                 |                                                  | _______8_______ Marco Simoncelli Gilera 1:41.532  |
| _______9_______ Julian Simon Honda 1:41.574         |                                                 |                                                  |                                                   |
|                                                     | _______10_______ Mika Kallio KTM 1:41.892       |                                                  |                                                   |
|                                                     |                                                 | _______11_______ Fabrizio Lai Aprilia 1:41.986   |                                                   |
|                                                     |                                                 |                                                  | _______12_______ Aleix Espargaro Aprilia 1:42.924 |
| _______13_______ Roberto Locatelli Gilera 1:42.938  |                                                 |                                                  |                                                   |
|                                                     | _______14_______ Shuhei Aoyama Honda 1:42.987   |                                                  |                                                   |
|                                                     |                                                 | _______15_______ Yuki Takahashi Honda 1:42.996   |                                                   |
|                                                     |                                                 |                                                  | _______16_______ Alex Baldolini Aprilia 1:43.079  |
| _______17_______ Ratthapark Wilairot Honda 1:43.115 |                                                 |                                                  |                                                   |
|                                                     | _______18_______ Jules Cluzel Aprilia 1:43.649  |                                                  |                                                   |
|                                                     |                                                 | _______19_______ Taro Sekiguchi Aprilia 1:43.781 |                                                   |
|                                                     |                                                 |                                                  | _______20_______ Karel Abraham Aprilia 1:43.894   |
| _______21_______ Eugene Laverty Honda 1:44.148      |                                                 |                                                  |                                                   |
|                                                     | _______22_______ Dirk Heidolf Aprilia 1:44.314  |                                                  |                                                   |
|                                                     |                                                 | _______23_______ Dan Linfoot Aprilia 1:44.569    |                                                   |
|                                                     |                                                 |                                                  | _______24_______ Hans Smees Aprilia 1:44.652      |
| _______25_______ Imre Toth Aprilia 1:44.787         |                                                 |                                                  |                                                   |
|                                                     | _______26_______ Efren Vazquez Aprilia 1:44.959 |                                                  |                                                   |
|                                                     |                                                 | _______27_______ Ronald Beitler Honda 1:46.765   |                                                   |
|                                                     |                                                 |                                                  | _______28_______ Randy Gevers Aprilia 1:46.887    |
| --------------------------------------------------- | ----------------------------------------------- | ------------------------------------------------ | ------------------------------------------------- |

## Závod
| Pos | #  | Jezdec              | Stroj   | Kola | Čas       | Rošt | Body |
| --- | -- | ------------------- | ------- | ---- | --------- | ---- | ---- |
| 1   | 1  | Jorge Lorenzo       | Aprilia | 24   | 40:25.904 | 1    | 25   |
| 2   | 3  | Alex de Angelis     | Aprilia | 24   | +3.857    | 7    | 20   |
| 3   | 19 | Alvaro Bautista     | Aprilia | 24   | +8.683    | 3    | 16   |
| 4   | 34 | Andrea Dovizioso    | Honda   | 24   | +17.948   | 2    | 13   |
| 5   | 4  | Hiroshi Aoyama      | KTM     | 24   | +30.800   | 4    | 11   |
| 6   | 58 | Marco Simoncelli    | Gilera  | 24   | +31.135   | 8    | 10   |
| 7   | 80 | Hector Barbera      | Aprilia | 24   | +33.323   | 5    | 9    |
| 8   | 36 | Mika Kallio         | KTM     | 24   | +40.807   | 10   | 8    |
| 9   | 15 | Roberto Locatelli   | Gilera  | 24   | +1:11.829 | 13   | 7    |
| 10  | 55 | Yuki Takahashi      | Honda   | 24   | +1:18.958 | 15   | 6    |
| 11  | 32 | Fabrizio Lai        | Aprilia | 24   | +1:19.361 | 11   | 5    |
| 12  | 44 | Taro Sekiguchi      | Aprilia | 24   | +1:26.810 | 19   | 4    |
| 13  | 73 | Shuhei Aoyama       | Honda   | 24   | +1:26.850 | 14   | 3    |
| 14  | 8  | Ratthapark Wilairot | Honda   | 24   | +1:28.717 | 17   | 2    |
| 15  | 17 | Karel Abraham       | Aprilia | 24   | +1:28.949 | 20   | 1    |
| 16  | 28 | Dirk Heidolf        | Aprilia | 24   | +1:30.407 | 22   |      |
| 17  | 41 | Aleix Espargaro     | Aprilia | 24   | +1:33.812 | 12   |      |
| 18  | 7  | Efren Vazquez       | Aprilia | 24   | +1:37.806 | 26   |      |
| 19  | 25 | Alex Baldolini      | Aprilia | 24   | +1:44.925 | 16   |      |
| 20  | 16 | Jules Cluzel        | Aprilia | 24   | +1:47.373 | 18   |      |
| 21  | 50 | Eugene Laverty      | Honda   | 23   | +1 kolo   | 21   |      |
| 22  | 10 | Imre Toth           | Aprilia | 23   | +1 kolo   | 25   |      |
| 23  | 69 | Ronald Beitler      | Honda   | 23   | +1 kolo   | 27   |      |
| 24  | 68 | Randy Gevers        | Aprilia | 21   | +3 kola   | 28   |      |
| Ret | 12 | Thomas Lüthi        | Aprilia | 18   | Porucha   | 6    |      |
| Ret | 45 | Dan Linfoot         | Aprilia | 11   | Nehoda    | 23   |      |
| Ret | 72 | Hans Smees          | Aprilia | 10   | Porucha   | 24   |      |
| Ret | 60 | Julian Simon        | Honda   | 8    | Porucha   | 9    |      |

## Průběžná klasifikace jezdců a továren
| Pos | #  | Jezdec           | Stroj   | Body |
| --- | -- | ---------------- | ------- | ---- |
| 1   | 1  | Jorge Lorenzo    | Aprilia | 178  |
| 2   | 34 | Andrea Dovizioso | Honda   | 155  |
| 3   | 3  | Alex de Angelis  | Aprilia | 155  |
| 4   | 19 | Alvaro Bautista  | Aprilia | 116  |
| 5   | 80 | Hector Barbera   | Aprilia | 80   |
| 6   | 60 | Julian Simon     | Honda   | 61   |
| 7   | 36 | Mika Kallio      | KTM     | 58   |
| 8   | 12 | Thomas Lüthi     | Aprilia | 56   |
| 9   | 4  | Hiroshi Aoyama   | KTM     | 53   |
| 10  | 73 | Shuhei Aoyama    | Honda   | 51   |

| Pos | Továrna | Body |
| --- | ------- | ---- |
| 1   | Aprilia | 215  |
| 2   | Honda   | 155  |
| 3   | KTM     | 77   |
| 4   | Gilera  | 51   |